# Iriver

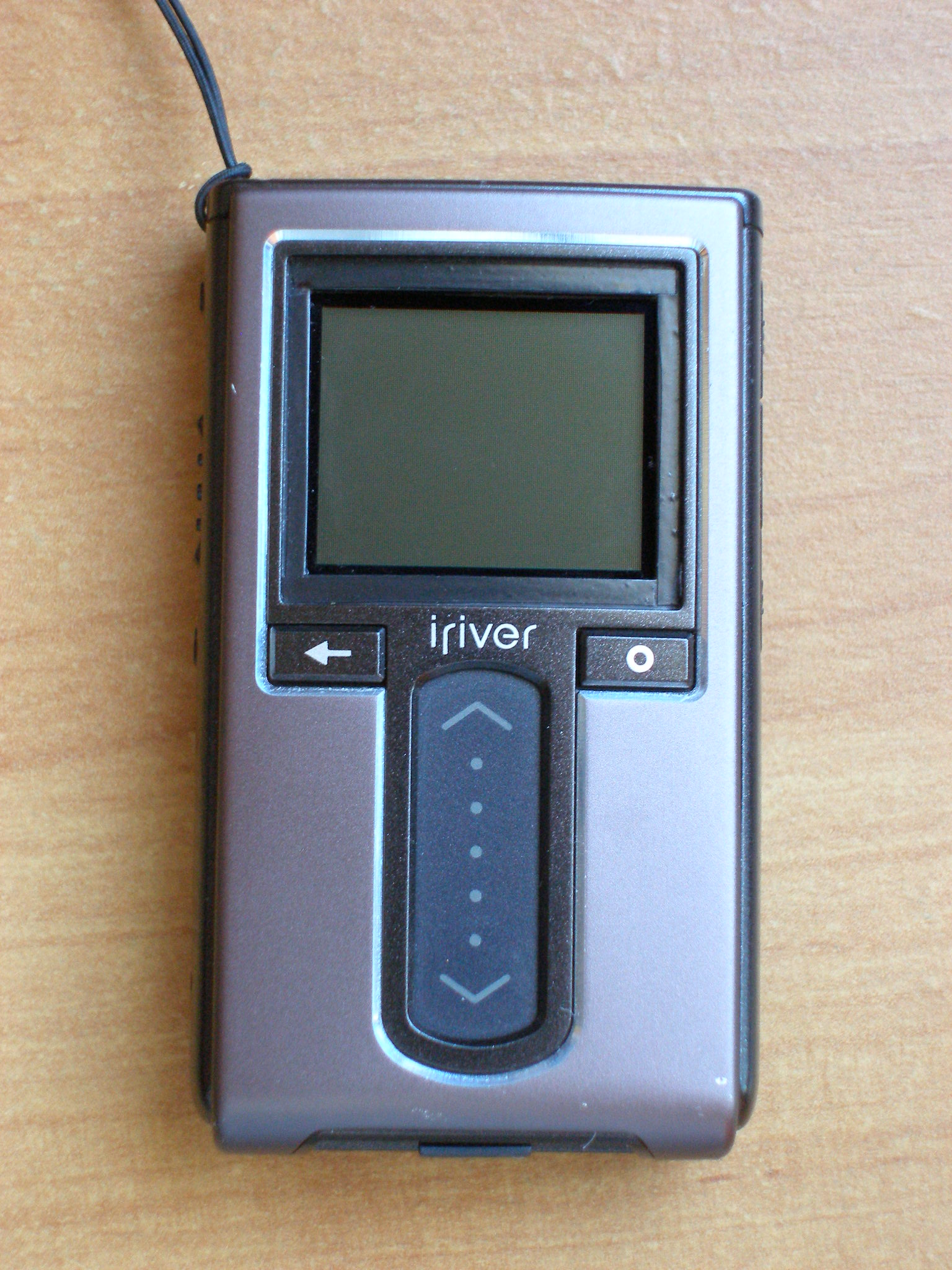
iriver H10

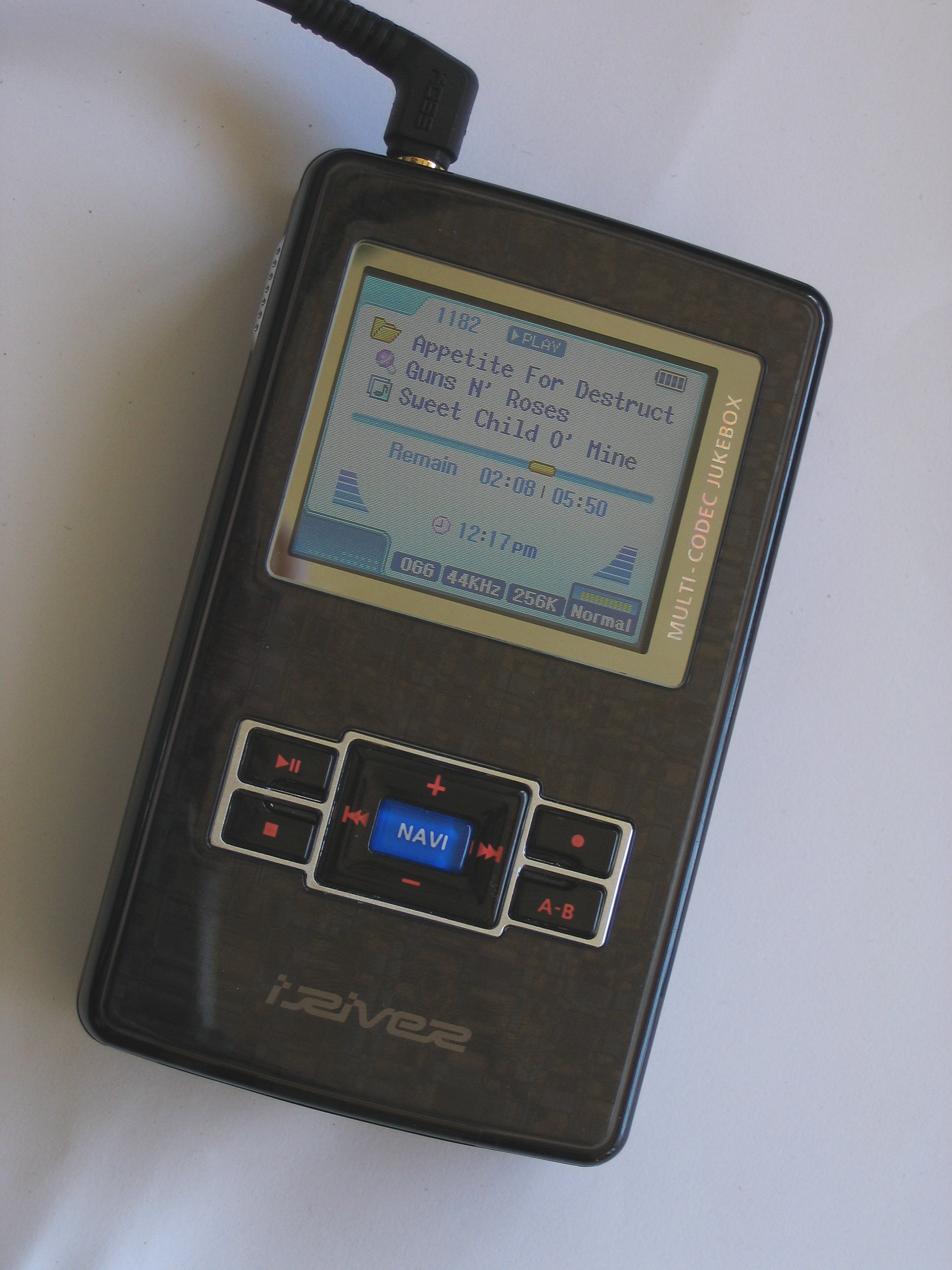
iriver H340

iriver, egentligen iriver Limited, är ett företag med huvudkontor i Seoul i Sydkorea som tillverkar hemelektronik. Det är ett dotterföretag till ReignCom och grundades 1999. Iriver är framför allt känt för sina bärbara musik- och videospelare.
Iriver släppte sin första produkt 2000: iMP-100, en bärbar CD-spelare med möjlighet att spela upp MP3-filer.
Flera av Irivers musikspelare stöder utöver WAV, MP3 och WMA det öppna ljudkomprimeringsformatet Ogg Vorbis.

## Produktlista

### MP3-spelare

#### Spelare med flashminne
- iFP-180T
- iFP-190T
- iFP-390T
- iFP-790
- iFP 795T
- iFP-799
- iFP-899T
- iFP-990
- iFP-1090 - Flashminne, 256, 512 MB.
- iFP-1095
- N10 - Flashminne, 512 MB.
- N12 - Flashminne, 1024 MB.
- T10 - Flashminne, 512, 1024, 2048 MB.
- T20 - Flashminne, 512, 1024, 2048 MB.
- T30 - Flashminne.
- T50
- T60
- U10 - Flashminne, 512, 1024, 2048 MB.
- Clix - Flashminne, 2048, 4096 MB.
- Clix2 - Flashminne, 2048, 4096, 8192 MB.
- E30 - Flashminne 8192 MB.
- E100 - Flashminne 8192 MB.
- Spinn - Flashminne 8192 MB.

#### Spelare med hårddisk
- iHD-140
- E10  - Hårddisk, 6 GB.
- H10  - hårddisk, 1 GB.
- H120 - hårddisk, 20 GB.
- H140 - hårddisk, 40 GB.
- H320 - hårddisk, 20 GB.
- H340 - hårddisk, 40 GB.
- PIMP100 - hårddisk, 20 GB.
- PIMP120 - hårddisk, 40 GB.

### Spelkonsoler
- Iriver G10